# Campionati del mondo di aquathlon del 2005
I Campionati del mondo di aquathlon del 2005 si sono tenuti a Gamagōri, Giappone in data 8 settembre 2005. Nella gara maschile ha vinto il britannico Tim Don, mentre in quella femminile la statunitense Sheila Taormina.

## Risultati

### Élite uomini
| Pos. | Nome                | Paese         | Corsa    | Nuoto    | Corsa    | Totale   |
| ---- | ------------------- | ------------- | -------- | -------- | -------- | -------- |
|      | Tim Don             | Regno Unito   | 00:09:16 | 00:12:58 | 00:04:37 | 00:26:51 |
|      | Richard Stannard    | Regno Unito   | 00:09:26 | 00:12:46 | 00:04:39 | 00:26:51 |
|      | Paulo Miyashiro     | Brasile       | 00:09:17 | 00:12:55 | 00:04:43 | 00:26:56 |
| 4    | Shane Reed          | Nuova Zelanda | 00:09:28 | 00:12:43 | 00:05:03 | 00:27:15 |
| 5    | Francesco Cecchin   | Italia        | 00:09:36 | 00:13:46 | 00:04:55 | 00:28:17 |
| 6    | Peter Viana         | Italia        | 00:09:44 | 00:13:33 | 00:05:01 | 00:28:18 |
| 7    | Massimo De Ponti    | Italia        | 00:09:38 | 00:13:37 | 00:05:17 | 00:28:32 |
| 8    | Danilo Brustolon    | Italia        | 00:09:46 | 00:13:35 | 00:05:21 | 00:28:43 |
| 9    | Alberto Casadei     | Italia        | 00:10:01 | 00:13:12 | 00:05:37 | 00:28:50 |
| 10   | Danilo Vaccalluzzo  | Italia        | 00:10:11 | 00:13:26 | 00:05:31 | 00:29:08 |
| 11   | Jan Janour          | Rep. Ceca     | 00:09:39 | 00:14:09 | 00:05:26 | 00:29:15 |
| 12   | Tetsuya Furukawa    | Giappone      | 00:10:06 | 00:13:47 | 00:05:24 | 00:29:17 |
| 13   | Paulo Henrique Lara | Brasile       | 00:10:04 | 00:15:20 | 00:05:46 | 00:31:10 |
| 14   | Hosoda Takashi      | Giappone      | 00:10:05 | 00:15:58 | 00:06:05 | 00:32:08 |

### Élite donne
| Pos. | Nome               | Paese       | Corsa    | Nuoto    | Corsa    | Totale   |
| ---- | ------------------ | ----------- | -------- | -------- | -------- | -------- |
|      | Sheila Taormina    | Stati Uniti | 00:10:52 | 00:13:28 | 00:05:42 | 00:30:01 |
|      | Carla Moreno       | Brasile     | 00:10:50 | 00:19:23 | 00:00:01 | 00:30:14 |
|      | Lenka Radova       | Rep. Ceca   | 00:10:48 | 00:19:32 | 00:00:00 | 00:30:20 |
| 4    | Kiyomi Niwata      | Giappone    | 00:10:48 | 00:14:16 | 00:05:25 | 00:30:29 |
| 5    | Charlotte Bonin    | Italia      | 00:11:09 | 00:14:51 | 00:06:10 | 00:32:10 |
| 6    | Annamaria Mazzetti | Italia      | 00:10:52 | 00:15:30 | 00:06:03 | 00:32:25 |
| 7    | Sara Desideri      | Italia      | 00:11:40 | 00:15:24 | 00:06:40 | 00:33:44 |

### Medagliere
| Pos. | Paese       | Oro | Argento | Bronzo |   |
| ---- | ----------- | --- | ------- | ------ | - |
| 1    | Regno Unito | 1   | 1       | 0      | 2 |
| 2    | Stati Uniti | 1   | 0       | 0      | 1 |
| 3    | Brasile     | 0   | 1       | 1      | 2 |
| 4    | Rep. Ceca   | 0   | 0       | 1      | 1 |